# Jakobskirche (Herxheim am Berg)
Der Gründungszeitpunkt der heute protestantischen St.-Jakob-Kirche in Herxheim am Berg wird auf 1014 datiert. Sie wurde 1214 erstmals urkundlich erwähnt und gilt als Wahrzeichen des Ortes.

## Geschichte

### Vorgeschichte
Römische Funde ließen auf einen heidnischen Vorgängerbau schließen. 1874 wurde eine römische Urne mit Glasscherben in einer Nische gefunden und zu dieser Zeit in das heutige Stadtmuseum Bad Dürkheim (damals: Altertumsverein) verbracht. Dieser Fund untermauert zusammen mit einem weiteren römischen Steinfund, welcher in der Kirche entdeckt wurde, die vermutete Existenz eines heidnischen Vorgängerbaues.
Ein Hobbyarchäologe las während der 1980er-Jahre in den Gärten bei der heutigen Kirche römische Dachziegel auf, die auf das 4. Jahrhundert nach Christus oder früher datiert werden konnten. Somit war es möglich, einen Vorgängerbau (Wachtturm), der sich wegen der strategisch sehr guten Hanglage dort befunden haben musste, archäologisch zu belegen.

### Gründung
Die Gründung der Kirche erfolgte höchstwahrscheinlich im 8. Jahrhundert durch das Kloster Weißenburg im Elsass. Um 1014 wurde ein frühromanischer Glockenturm aus Steinen erbaut. Dies wird durch das Auffinden einer Jahresangabe mit den römischen Ziffern MXIV (1014) und durch Steinmetzzeichen aus dem 11. Jahrhundert belegt.
1241 erwarb das Kloster Höningen im Tausch mit der Fürstabtei Murbach im Elsass das Patronatsrecht an der Herxheimer Kirche und erhielt fortan den Zehnten. Eine Päpstliche Bulle von Papst Innozenz IV. aus dem Zeitraum 1243/45 besiegelt offiziell die Weitergabe des Zehnten an das Kloster Höningen.
Seit 1379 ist eine Pfarrei nachweisbar. Infolge der Reformation wurde die Kirche 1566 lutherisch. Heute gehört sie zum Kirchenbezirk Bad Dürkheim.
Im Mai 1461 wurde das befestigte „Hangend“, so der damalige Ortsname des heutigen Herxheim, in einer Fehde durch die Truppen von Kurfürst Friedrich I. nahezu vollständig zerstört, nur die Kirche und ein Wohnhaus blieben stehen. Zum Bistum Worms gehörend wird die Dorfkirche bereits 1496 im Wormser Synodale als „Pfarrkirche St. Jacobus“ bezeichnet. Sie hatte einen Altar der St. Maria geweiht war. Ihre Mutterkirche befand sich in Leistadt, die Verlegung des Pfarrsitzes von dort nach Herxheim erfolgte 1551.
Durch die Reformation wurde 1566 in der Grafschaft Leiningen die lutherische Lehre eingeführt. Die einstige Mutterkirche in Leistadt wurde zur Filialkirche. Die beiden Kirchen bekamen mit Johannes Diether den ersten lutherischen Pfarrer, der aber 1571 wegen Unsittlichkeit entlassen wurde. Um 1570 erhielt die Kirche ein steinernes Taufbecken und in den Altarraum wurden zwei Fenster eingebaut, um für mehr Licht im Kirchengebäude zu sorgen.

## Bauwerk

### Beschreibung

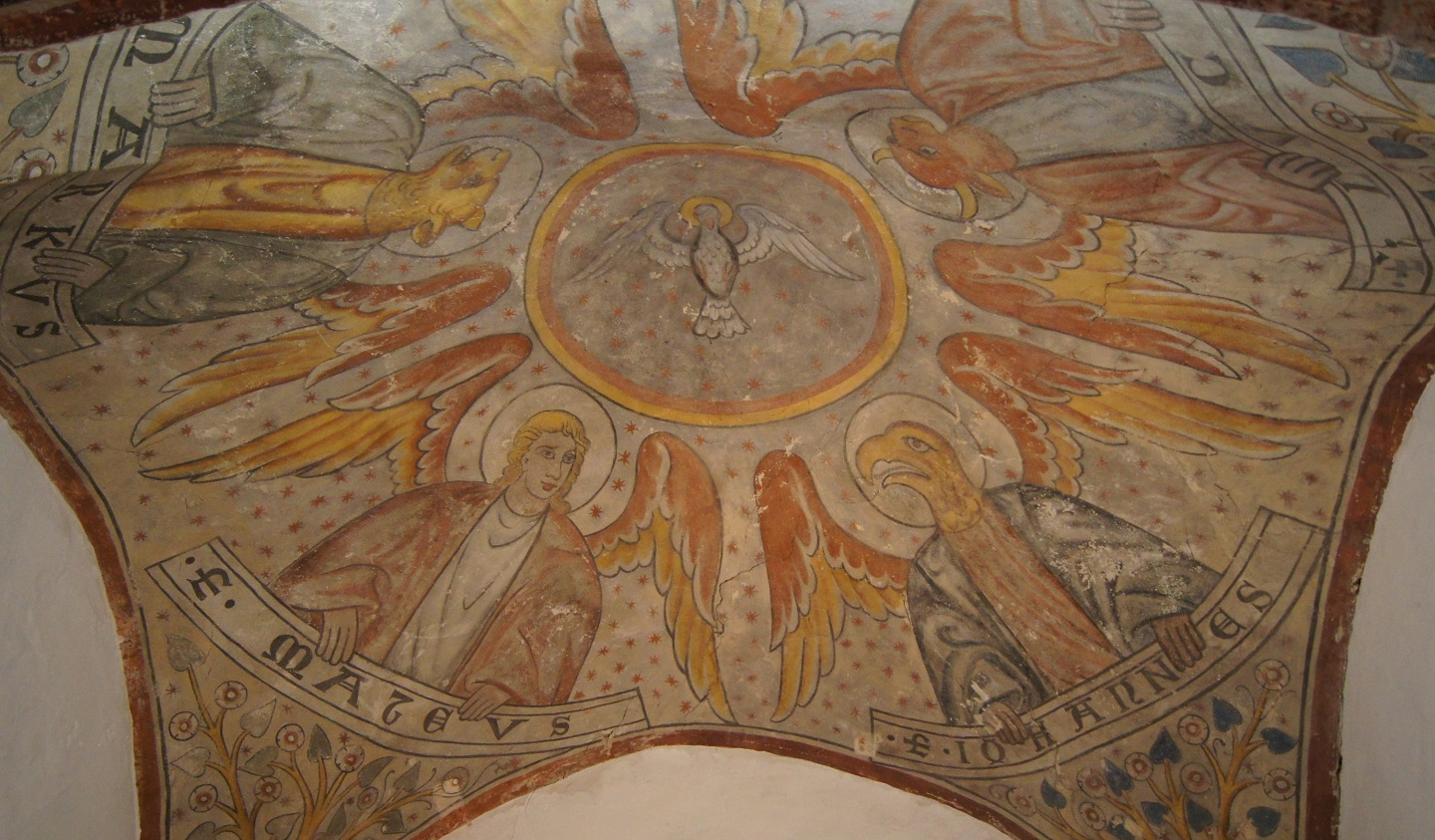
Die vier Evangelisten im Chor

Die heutige evangelische Pfarrkirche besitzt den Unterbau eines Chorturms mit gratgewölbtem Altarraum, an den sich eine halbrunde romanische Apsis, angeblich von 1014, anschließt. Die Kirche ist eine der ältesten Sakralbauten in der heutigen Pfalz.
Der Glockenturm erhielt 1609 eine einblättrige Kirchenuhr.
Das Langhaus entstand 1729 und wurde nach dem Brand von 1674 im barocken Stil renoviert, sodass durch den Einbau einer Holzempore ca. 225 Personen Platz fanden. Im Altarraum wurden Wandmalereien freigelegt, die die vier Evangelisten sowohl in menschlicher Gestalt mit Flügeln als auch mit den Köpfen ihrer Symbole zeigten. Im Gewölbe der Apsis befand sich eine Darstellung des Jüngsten Gerichtes, an der Südwand war der Apostel Paulus zu erkennen. Die Malereien entstanden in der zweiten Hälfte des 14. Jahrhunderts und die Apsis wurde 2013/2014 aufwändig restauriert.
Die Kirche wurde 1885 wieder durch einen notwendigen Ölfarbenanstrich renoviert; bei dieser Gelegenheit übermalte man die freiliegenden Wandmalereien.
Anlässlich einer Kirchenrestaurierung wurden 1925 von dem Kunstmaler Richard Troll aus München die bereits bekannten Seccomalereien freigelegt und nach seiner Begutachtung ins 12. Jahrhundert datiert.
Auf der Empore im hinteren Bereich der Kirche befindet sich eine Orgel mit 10 (14) Registern auf zwei Manualen und Pedal, die von der Orgelfirma Walcker im Jahr 1993 gebaut wurde.
Zwei Hakenkreuze befanden sich unauffällig an Ecksteinen des Turms eingemeißelt. Die Staatsanwaltschaft prüfte 2018, ob ein Tatbestand vorliegt. Da die Hakenkreuze aber mit bloßem Auge nicht sichtbar waren, sondern nur mit Hilfsmitteln wie einem Fernglas oder einem Zoom-Objektiv, leitete sie kein Strafverfahren ein. Die Hakenkreuze wurden im September 2021 entfernt.

### Brandstiftung
Während der Kerwe zündete der Dorfschullehrer wegen eines Beziehungsdramas in der Nacht vom 4. auf den 5. August 1934 die Kirche an, die bis auf die Außenmauern niederbrannte. Das geschnitzte Gestühl, Orgel und Empore wurden vernichtet. Die 1925 freigelegten Wandmalereien im Chor, ebenso wie Kanzel, Taufstein, Altar mit der kunstvollen Altardecke und aufgeschlagener Bibel sowie Kniebank für die Konfirmanden und den Gedenktafeln für die Gefallenen von 1870/71 und 1914/18 blieben von den Flammen verschont.
Durch diese Brandstiftung wurden am Kerwesamstag 1934 die Kirche, der Turm und alle Glocken zerstört. Drei neue Glocken kamen bereits am 18. Dezember 1934 wieder in den Turm.
Die durch die Brandstiftung notwendigen und umfassenden Renovierungsarbeiten wurden bereits 1935 vollendet, so dass am 27. Oktober 1935 die Wiedereinweihung mit einem Festakt stattfinden konnte. Der bereits 10 Jahre zuvor in Erscheinung getretene Richard Troll restaurierte die beschädigten Seccomalereien nochmals. Ein Zugang nördlich vom Glockenturm wurde geschaffen (Betontreppe), Stützpfeiler halten im Süden und Norden den Glockenturm. Eine neue Kirchenuhr mit vier Zifferblättern wurde angeschafft, im Glockenturm wurden infolge eines Restaurierungsfehlers gotische anstatt der ursprünglich vorhandenen romanischen Fenster eingebaut.

## Denkmal- und Naturschutz
Die Kirche steht wie auch der sie umgebende ehemaligen Friedhof mit den Kriegerdenkmälern für die Gefallenen des Deutsch-Französischen Kriegs 1870/71 und des Ersten Weltkriegs und zwei historischen Grabsteinen unter Denkmalschutz.
Auf dem ehemaligen Friedhof und benachbarten Kirchhof, dem sogenannten Schlossgarten, (Lage) sind 35 alte Bäume als Naturdenkmal geschützt.

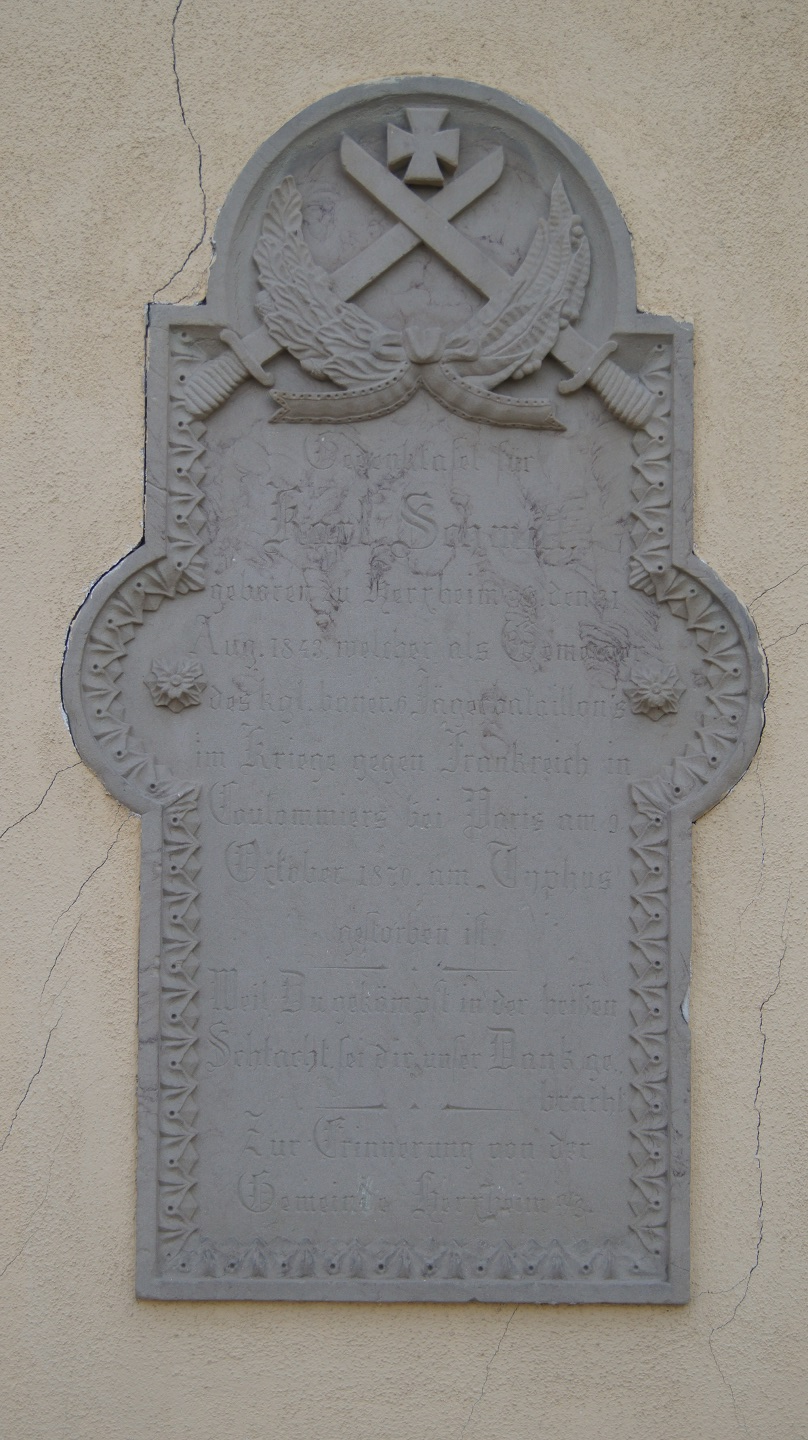
Kriegerdenkmal 1870/71
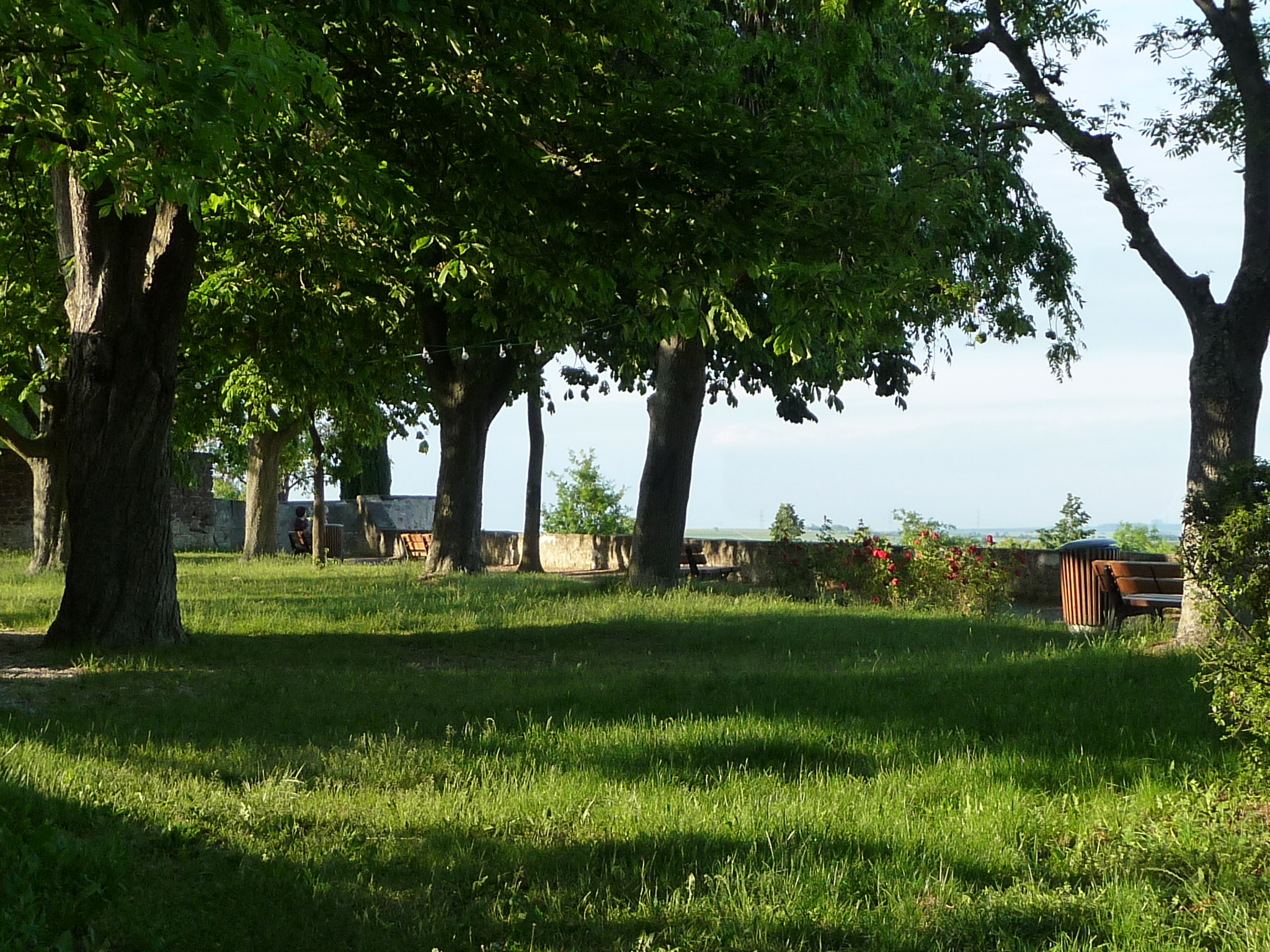
Ehemaliger Friedhof
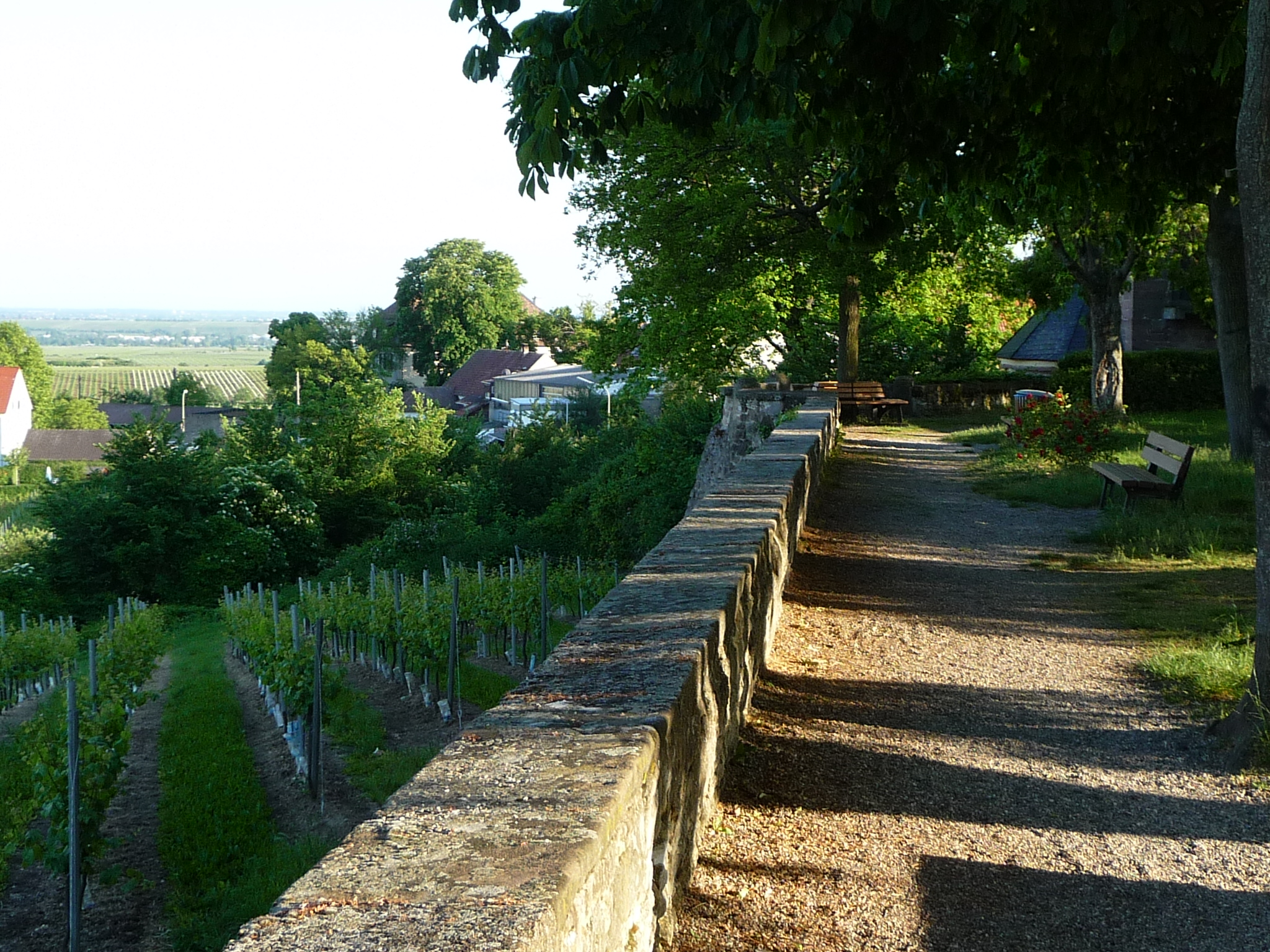
Umfriedung des Friedhofs

## Glocken

### Geläut
Das Geläut der Jakobskirche besteht aus drei Glocken, von denen zwei der protestantischen Kirchengemeinde und eine der politischen Gemeinde gehören. Das Läuterecht liegt mit Ausnahme des sogenannten Polizeigeläuts bei der Kirchengemeinde.
| Name                     | Eigentümer      | Gussjahr | Gießer                      | Gewicht | Nominal | Inschrift                                                    |
| ------------------------ | --------------- | -------- | --------------------------- | ------- | ------- | ------------------------------------------------------------ |
| Glocke 1                 | Kirchengemeinde | 1951     | F. W. Schilling, Heidelberg | 767 kg  | f1 −4   | Wachet / denn Ihr wisset nicht / wann Euer Herr kommt        |
| Glocke 2                 | Kirchengemeinde | 1951     | F. W. Schilling, Heidelberg | 442 kg  | as1 ±0  | Freut euch aber, dass eure Namen im Himmel geschrieben sind. |
| Glocke 3 (Polizeiglocke) | Ortsgemeinde    | 1934     | Schilling, Apolda           | 250 kg  | c2 +4   | ALLES FUER’S VATERLAND ADOLF HITLER.                         |

### Glockengeschichte bis 1942
Im 10./11. Jahrhundert wurde für die bis dahin frei hängende Glocke ein Glockenturm errichtet. Für das Dach wurde ein Balken mit den eingeritzten römischen Ziffern MXIV (für 1014) genutzt. Weitere Steinmetzzeichen am Glockenturm weisen ebenfalls auf das 11. Jahrhundert hin und belegen die romanische Bauphase.
In der verarmten Kirchengemeinde musste 1597 der Pfarrer die Glocken selbst läuten.
Die Dorfbewohner vergruben 1794 ihre zwei Glocken aus Angst vor Diebstahl durch die Franzosen. Nach dem Abzug der französischen Besatzer (1816) wurden die Glocken nicht wiedergefunden.
Während des Ersten Weltkrieges mussten 1917 zwei Glocken für Rüstungszwecke abgeliefert werden.
Infolge der Brandstiftung im August 1934 gingen alle Glocken verloren. Drei neue Glocken kamen bereits am 18. Dezember 1934 wieder in den Turm. Zwei Glocken stehen im Eigentum der kirchlichen Gemeinde und eine der politischen Gemeinde, die sogenannte „Polizeiglocke“, welche Adolf Hitler gewidmet ist. (Weiteres hierzu siehe unten.)
1942 mussten ebenfalls wieder zwei Glocken abgeliefert werden. Dies betraf die beiden Kirchenglocken, die kleinste Glocke, die Polizeiglocke, durfte als einzige Glocke im Turm verbleiben.

### Glocke aus der Zeit des Nationalsozialismus
In der Jakobskirche befinden sich also seit 1951 drei Glocken. Die Polizeiglocke ist nach wie vor Eigentum der Ortsgemeinde Herxheim am Berg und wurde 1934 als Polizeiglocke, die bei Flieger- oder Feueralarm als Warnsignal geläutet werden sollte, in dem Kirchturm installiert. Sie verblieb in der Kirche, als die beiden anderen Glocken 1942 abgenommen und eingeschmolzen wurden. Auch nach der Wiedervervollständigung des Geläuts im Jahr 1951 wurde die Glocke weiter genutzt. Sie steht unter Denkmalschutz.
In dem Werk „Pfälzisches Glockenbuch“ von Bernhard H. Bonkhoff, das 2008 vom Institut für pfälzische Geschichte und Volkskunde herausgegeben wurde, werden in dem Seite 125 beginnenden Kapitel „Nationalsozialistische Glocken“ vorgestellt: „Noch ein ganzes Stück ärgerlicher sind die regelrechten Hitlerglocken ...“. Auf Seite 126 folgt die genauere Information: „Nachdem 1934 die protestantische Kirche in Herxheim am Berg einer Brandstiftung zum Opfer gefallen war, lieferte Schilling/Apolda ein neues Geläute f'-as'-c". Die erhaltene Restglocke c" trägt das Hakenkreuz und die Inschrift: ALLES FÜR'S VATERLAND. ADOLF HITLER.“.
Neun Jahre später, 2017 wurde auf den Hinweis einer Organistin hin wurde die Weiterverwendung der Glocke deutschlandweit und darüber hinaus publik und deren Verbleib und weitere Nutzung öffentlich thematisiert. Der Pfarrer Helmut Meinhardt und der Bürgermeister Ronald Becker (FWG), weigerten sich, die Glocke zu entfernen. Becker äußerte zudem, man sei „stolz, eine Glocke mit dieser Inschrift zu haben“. Weiterhin sei seiner Meinung nach „nicht alles schlecht, was Adolf Hitler gemacht hat“. Hitler sei nicht nur für Gräueltaten verantwortlich, sondern es gebe auch „Sachen, die er in die Wege geleitet hat und die wir heute noch benutzen“. Auch viele Einwohner stimmten dieser Sicht nach einem Bericht von kontraste zu. Der Landesvorstand der Freien Wähler Rheinland-Pfalz zeigte sich entsetzt über Beckers Äußerungen. Ein Parteiausschluss werde geprüft. Der Ortsgemeinderat von Herxheim am Berg forderte nach diesen Aussagen am 4. September 2017 den Rücktritt von Ronald Becker als Ortsbürgermeister. Dieser Rücktrittsforderung kam der Bürgermeister zwei Tage später nach. Kurz danach beschlossen der Gemeinderat und das Presbyterium der Kirchengemeinde, die Glocke in Zukunft nicht mehr zu läuten. Nach einer Demonstration der NPD am 9. September 2017 in Herxheim forderte die rheinland-pfälzische Ministerpräsidentin Malu Dreyer das Abhängen der Glocke, um zu verhindern, dass sich der Ort zu einem Treffpunkt rechtsextremer Gruppierungen entwickele.
Der am 17. Dezember 2017 neu gewählte parteilose Bürgermeister Georg Welker, evangelischer Pfarrer im Ruhestand, will die Glocke nicht nur im Kirchturm hängen lassen. Sie soll auch wieder läuten. Er begründete seine Absicht damit, dass er beim Läuten der Glocke „die Opfer, das waren auch deutsche Bürger, also nicht nur die jüdischen“, höre. Der Präsident des Zentralrates der Juden in Deutschland Josef Schuster zeigte sich entsetzt: Eine Glocke mit dieser Inschrift könne nicht der Opfer gedenken, außerdem entspreche die Differenzierung zwischen Deutschen und Juden genau der Nazi-Ideologie.
Der Gemeinderat beschloss am 26. Februar 2018, die Hitler-Glocke an ihrem Platz zu belassen und weiterhin zu nutzen. Die evangelische Kirche hatte zuvor erfolglos angeboten, die Kosten für eine neue Glocke bis 150.000 Euro zu übernehmen. Vorangegangen war dem Ratsbeschluss, der mit zehn gegen drei Stimmen gefasst worden war, ein Gutachten der Glockensachverständigen der Evangelischen Landeskirche, das in Zusammenarbeit mit dem Landesamt für Denkmalpflege erstellt worden war. Dieses Gutachten kommt zu dem Schluss, dass die Glocke als Denkmal einzustufen sei und entweder in ein Museum gehöre oder im Kirchturm verbleiben solle. Eine Entsorgung der Glocke sei eine Flucht vor einer angemessenen und aufgeklärten Erinnerungskultur. Wegen eines Formfehlers hat das Abstimmungsergebnis keine Rechtskraft, die Abstimmung soll wiederholt werden. Der Gemeinderat als Eigentümer der Glocke beschloss am 12. März 2018 erneut, dass die Glocke als „Mahnmal gegen Gewalt und Unrecht“ im Kirchturm verbleiben und wieder geläutet werden soll. Das Presbyterium der Kirchengemeinde entschied am 7. Juni 2018, den Beschluss des Gemeinderates zu akzeptieren und die Glocke im Turm zu belassen. Sie soll nicht mehr geläutet werden.
Die Klage eines Deutschen jüdischen Glaubens gegen den Beschluss des Gemeinderates wurde am 22. Oktober 2018 vom Verwaltungsgericht Neustadt an der Weinstraße und am 25. Januar 2019 vom Oberverwaltungsgericht Rheinland-Pfalz abgewiesen. In den Urteilen hieß es unter anderem, dass die Entscheidung des Gemeinderats zwar „politisch kontrovers“, jedoch „von Rechts wegen nicht zu beanstanden“ sei. So erkennt der Beschluss ausweislich das NS-Unrecht an und distanziert sich davon, weshalb keine Verharmlosung oder Billigung der Judenverfolgung vorliegt. Eine gleichzeitige Unterlassungsklage gegen den Bürgermeister wurde ebenfalls abgewiesen. So sei die Äußerung – das Läuten der Glocke sei eine „Versöhnung mit den Opfern der Nazizeit“ – als zulässige Meinungsäußerung hinzunehmen.